# 쿠르트 작스
쿠르트 작스(독일어: Curt Sachs, 1881년 6월 29일 ~ 1959년 2월 5일)는 독일의 음악학자이다. 에리히 폰 호른보스텔과 함께 호른보스텔-작스 악기 분류 체계를 세워 현대 악기학의 설립에 기여하였다.
1881년 베를린에서 태어났다. 1904년 베를린 대학교에서 베로키오의 조각을 연구하여 미술사학으로 박사학위를 받았다. 1913년 《Real-Lexicon der Musikinstrumente》을 출판하고 이듬해 호른보스텔과 함께 《Zeitschrift für Ethnologie》를 통해 악기 분류의 새로운 체계를 제시했다.
1919년 국립악기컬렉션(독일어: Staatliche Instrumentensammlung, 국립악기박물관) 초대 관장이 되었으나, 1933년 나치가 집권하자 유대인이었던 작스는 해임되었다. 작스는 나치를 피해 파리로 옮겼다가, 미국 뉴욕시에 정착하여 1937년부터 1953년까지 뉴욕 대학교에서 교수하였으며 뉴욕 공립도서관에서 근무했다. 1948년부터 1950년까지 미국음악학회 회장을 지냈으며, 1953년 컬럼비아 대학교 겸임교수에 위촉되어 1959년 사망할 때까지 근무했다.